# 물질 우주
종교 · 신화 · 밀교 · 신비주의 · 나스티시즘 등에서 물질 우주(Material cosmos, Material universe, Physical universe), 물질 세상 또는 물질 세계(영어: Material world, Material universe, Physical world)는 영적인 또는 초자연적인 에센스(성품 · 스피릿 · 영 · 영혼) 또는 존재들이 거주하는 비물질적인 세계와 물질 또는 육체가 존재하는 세계를 구분할 때 사용된다. 이들 분야에서 우주라는 낱말은 문맥에 따라 물질 우주만을 뜻하기도 하고 상위의 존재계를 포함한 세계 전체로서의 우주를 뜻하기도 한다. 물질 우주는 빛이 결핍된 세상이라고 하여 결핍의 세계라고도 한다.
《벨레스의 서(Book of Veles)》와 슬라브 신화(Slavic mythology)에서 물질 우주를 칭하는 말은 "야프(Yav)"이다. 나스티시즘에서는, 상위의 빛의 세계인 플레로마는 최고신으로부터 발출되어 형성된 반면, 물질 우주는 최고신으로부터 발출된 하위 창조신인 데미우르고스가 창조하였다는 믿음을 가졌다. 힌두교 · 불교 등의 다르마 계통의 종교에서는 마야(Maya)가 물질 우주의 환영이라고 믿는다. 조로아스터교의 교의에 따르면, 물질 세상은 선의 원리 또는 빛의 원리인 아후라 마즈다와 악의 원리 또는 어둠의 원리인 앙그라 마이뉴가 서로 대립하며 우주적인 전쟁을 벌이고 있는 곳이며 이 우주적인 전쟁의 결과는 빛의 원리인 아후라 마즈다가 어둠의 원리인 앙그라 마이뉴를 이겨서 완전한 빛의 왕국이 세워지는 것으로 끝날 것이라고 말하고 있다
일원론의 일종인 물리주의(Physicalism)와 유물론에서는 오직 물질적인 것만이 존재한다는 입장을 가지고 있으며, 물질 우주 외의 다른 존재계는 인정하지 않는다. 이러한 견해들은 또한 형이상학적 자연주의(Metaphysical naturalism)라고도 한다.

## 같이 보기
- 세계
- 세상
- 우주
- 플레로마